# Cosmochilus
Cosmochilus là một chi cá chép trong họ cá chép được tìm thấy ở Đông Á và Đông Nam Á. Hiện hành có 04 loài được ghi nhận trong chi này.

## Các loài
- Cosmochilus cardinalis X. L. Chu & T. R. Roberts, 1985
- Cosmochilus falcifer Regan, 1906
- Cosmochilus harmandi Sauvage, 1878
- Cosmochilus nanlaensis Y. F. Chen, Z. C. He & S. P. He, 1992